# Lonchoptera pictipennis
Espèce
Lonchoptera pictipennis est une espèce de diptères.